# Jmenný katalog
Jmenný katalog je katalog knihovny obsahující katalogizační lístky řazené abecedně dle příjmení autorů.

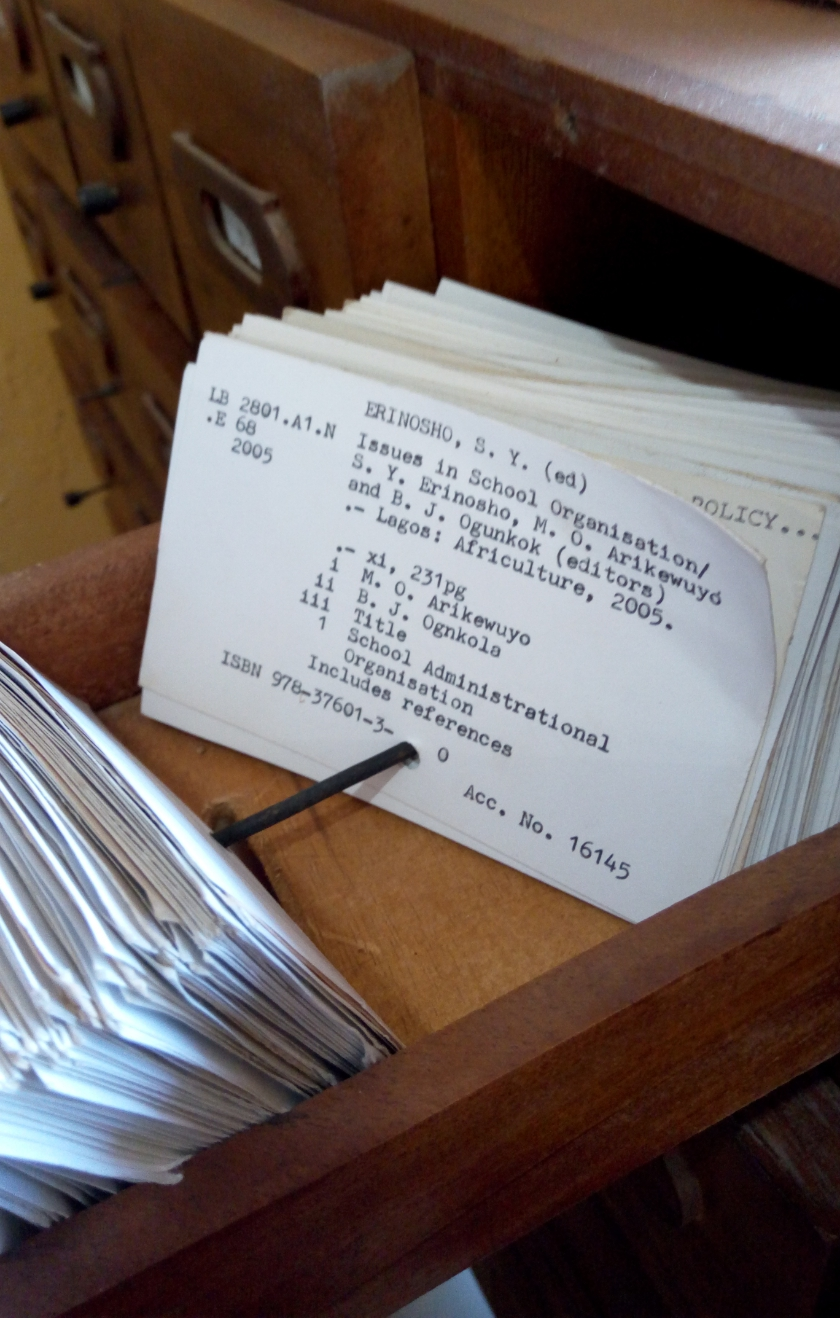
Katalogizační lístky v lístkovém katalogu.

Katalogy umožňují vyhledávání dokumentů v informační instituci. V současnosti se používají elektronické katalogy knihovny, v nichž je možné realizovat vyhledávání dle různých kritérií. Před nástupem automatizace knihovnických procesů (v ČR zhruba do 90. let 20. st.) se pro orientaci ve fondu vytvářely lístkové katalogy.
Lístkové katalogy se lišily dle logiky řazení záznamů v nich. Každý záznam dokumentu ve fondu knihovny byl zanesen zvlášť na katalogizační lístek. Jmenný katalog sloužil především v případě, že uživatel znal jméno autora a název knihy. Byl základním nástrojem pro orientaci ve fondu knihovny. Pokud čtenář neznal jméno autora, bylo nutné využít názvový katalog, jež však budovaly jenom některé (obvykle větší) knihovny. Dle obsahu knihy bylo možné vyhledávat v katalozích věcných.

## Vytváření jmenného katalogu
Budování katalogu je stálý, průběžný proces, který se řídil Pravidly jmenného katalogu M. Nádvorníka z r. 1959 (2., opravené a doplněné vydání) a československou státní normou z r. 1965 ČSN 01 0195 „Bibliografický (dokumentační) a katalogizační záznam“.
Údaje o knize využité ke katalogizace se přebíraly přímo z popisované knihy, z určených pramenů popisu (v prvé řadě titulní list a tiráž, a další). Získané informace se zapisovaly na katalogizační lístek mezinárodně standardizovaného formátu (7,5 cm x 12,5 cm). Záhlavím popisu bylo nejčastěji jméno tvůrce v inverzním pořadí, následovaly další údaje. Důležitým údajem katalogizačního lístku byla signatura, která umožňovala knihu vyhledat ve fondu.